# Altrhein Kleiner Bodensee
Altrhein Kleiner Bodensee ist ein Naturschutzgebiet im Naturraum Nördliches Oberrheintiefland nordwestlich von Karlsruhe in Baden-Württemberg. Es ist ein typisches Rheinauengebiet des Altrheinarms der Mäanderzone mit ausgedehnten Röhrichtflächen, Hart- und Weichholzauenwäldern. Es ist Lebensraum zahlreicher gefährdeter Pflanzen- und Tiergemeinschaften.

## Geographie
Das rund 204,7 Hektar große Gebiet liegt nördlich des Karlsruher Ölhafens. 128,9 ha fallen auf die Gemeinde Eggenstein-Leopoldshafen im Landkreis Karlsruhe und 87,8 ha auf den Karlsruher Stadtteil Neureut. Es umfasst eine ehemalige Überflutungsaue des Rheins mit einem Altrheinarm, einem Baggersee, dem Unterlauf der Alb und einem Teil des Albkanals sowie verschiedenartigen Wäldern. Der Altrheinarm hat eine Wasserfläche von 300.000 m² und besitzt heute keine direkte Verbindung mehr zum Fluss.

## Steckbrief Naturschutzgebiet
Das Gebiet wurde per Verordnung am 13. Juni 1985 als Naturschutzgebiet ausgewiesen und wird unter der Schutzgebietsnummer 2.081 beim Regierungspräsidium Karlsruhe geführt. Es hat eine Fläche von rund 204,7 Hektar und ist in die IUCN-Kategorie IV, ein Biotop- und Artenschutzgebiet, eingeordnet. Die WDPA-ID lautet 162130 und entspricht dem europäischen CDDA-Code und der EUNIS-Nr.
Der wesentliche Schutzzweck (§ 3) „ist die Erhaltung eines typischen Rheinauengebietes der Mäanderzone mit dem Altrheinarm „Kleiner Bodensee“, mit ausgedehnten Röhrichtflächen sowie mit Weich- und Hartholzauenwäldern als Lebensraum zahlreicher gefährdeter Pflanzen- und Tiergemeinschaften.“
Zum Teil ist auf dem Naturschutzgebiet die Jagd sowie das Angeln erlaubt (§ 5).

## Steckbrief Fauna-Flora-Habitat
Das Naturschutzgebiet ist Teilgebiet des Fauna-Flora-Habitats „Rheinniederung von Karlsruhe bis Philippsburg“ (Nr. 6816-341) mit einer Fläche von 4655,83 Hektar und liegt in den Naturräumen Oberrheinisches Tiefland und Rhein-Main-Tiefland. Es ist somit Teil des Natura-2000-Netzwerks. Es wurde im Rahmen des LIFE (EU)-Projekts „Lebendige Rheinauen bei Karlsruhe“ geschaffen.

## Flora und Fauna
Im Naturschutzgebiet befinden sich über 500 Pflanzen- und 130 Vogelarten.
Im Sommer ist der Altrhein von Blattrosetten der seltenen Wassernuss bedeckt. Des Weiteren weist das Gebiet dichtes Röhricht, sumpfiges Ried und zeitweise trockenfallende Schlammflächen vor. An tief gelegenen Uferstellen wachsen Silber-Weiden-Wälder, auf seltener überschwemmten Flächen finden sich Hartholzauen. Auf höheren Standorten wachsen Eichen-Hainbuchen-Wälder. Der Damm ist ebenfalls ein wertvoller Lebensraum mit seinen trockenen und halbtrockenen Umweltbedingungen.
Die Kiesinseln und Flachwasserzonen sind insbesondere für Amphibien- und Vogelarten, deren natürlicher Lebensraum sich durch Rohböden und Steilufer auszeichnen, wertvoll. Die Seen sind umgeben von naturnahen Wäldern, in denen mehrere Spechtarten und der Pirol anzutreffen sind.
Da die Alb Abwasser einer Kläranlage führt, kann es bei Hochwasser zur Belastung des Naturschutzgebiets kommen. Das kann zu einer Nährstoffanreicherung und Verschlammung führen.